# В'яриджі
В'яриджі (італ. Viarigi, п'єм. Viaris) — муніципалітет в Італії, у регіоні П'ємонт,  провінція Асті.
В'яриджі розташовані на відстані близько 480 км на північний захід від Рима, 55 км на схід від Турина, 15 км на північний схід від Асті.
Населення — 923 особи (2014).
Щорічний фестиваль відбувається 5 лютого. Покровитель — Sant'Agata.

## Демографія
Населення за роками:

Станом на 1 січня 2023 року в муніципалітеті офіційно проживали 64 іноземці з 16 країн, серед них 20 громадян країн Євросоюзу та 1 громадянин України.

## Сусідні муніципалітети
- Альтавілла-Монферрато
- Феліццано
- Монтеманьо
- Куаттордіо
- Рефранкоре